# زي ريكاردو (لاعب كرة قدم برازيلي)
زي ريكاردو هو لاعب كرة قدم برازيلي في مركز الوسط، ولد في 1996 في Bom Jesus do Amparo ‏ في البرازيل. لعب مع نادي أمريكا.

## وصلات خارجية
- زي ريكاردو على موقع قاعدة بيانات كرة القدم.إي يو (الإنجليزية)
- زي ريكاردو على موقع Soccerway.com (الإنجليزية)